# 李方至
李方至（1509年—1569年），字如川，四川敘州府富順縣人，民籍。因家在富顺县鳌溪之曲，遂自号小鳌子。

## 生平
祖籍湖广公安县。曾祖李本，官至南京禮部尚書。父亲李鳳，官至陕西按察司副使。
五月十二日生，行二，治《詩經》，由國子生中式四川鄉試第三十六名舉人，年四十二歲中式嘉靖二十九年庚戌科會試第二百四十四名，第三甲第十六名進士，之后因母亲严孺人去世回家守丧。喪期过后，出任工部主事，升官工部都水司郎中，奉敕管理漕运事务，驻守高邮。後奉命为江浙徽三省采办使，为皇帝采集大木建造宫殿，因此多次被人弹劾。之后父亲去世回乡，不久被贬为赵州知州，在任八月，收到妻子朱宜人在家去世的消息，遂自免罢归。

## 家族
曾祖李本，南京禮部尚書；祖李文昌，贈監察御史；父李鳳，陕西按察司副使；母嚴氏（封孺人）。嚴侍下，妻朱氏，兄方恩；方升，弟方華；方中；方進；方正；方巡；方泰；方苞；方殷；方懋；方捷。
子李長春，官至礼部尚书。